# Естествен мост
Естественият мост (на английски: Natural Bridge) е скално образувание със статут на национален исторически паметник, намиращо се в окръг Рокбридж, щата Вирджиния, САЩ.
Представлява естествена арка, промита в скалата от река Седър Крийк (Cedar Creek) – приток на р. Джеймс, образуваща по такъв начин подобие на мост над реката. Арката е на височина 67 метра над равнището на водата, а нейната дължина е 27 метра.
По моста преминава Автомагистрала 11, ограничена отстрани с огради, закриващи изгледа към пролома. За да се види мостът отдолу с останки от водопада, формирал необичайното природно образувание, е необходимо да се закупи билет за 18 долара.
Американският президент Томас Джеферсън купува от английския крал Джордж III през 1774 година 635 декара земя, на която се намира Естественият мост, за 20 британски шилинга. Харесвал това място, като го нарича „едно от най-потресаващите произведения на природата“.